# 招贤镇 (南昌市)
招贤镇，是中华人民共和国江西省南昌市新建区下辖的一个镇。

## 行政区划
招贤镇下辖以下地区：
竹林村、港下村、聂城村、蔬菜村、竹山村、招贤村、佘牟村、湾里村、霞麦村、乌井村、东源村、堎上村、卫东村、夏泽村、南堡村、红星村、马口村、南岭村和牛岭村。